# Piet Bukman
Pieter (Piet) Bukman (Delft, 7 febbraio 1934 – Voorschoten, 16 marzo 2022) è stato un politico olandese, primo presidente dell'Appello Cristiano Democratico (CDA) e presidente del Partito Popolare Europeo dal 1985 al 1987.